# Низинное (Амурская область)
Низи́нное — село в Амурской области России, входит в Городской округ город Белогорск.

## География
Село Низинное — спутник Белогорска, расположено в 5 км к югу от города.
Западнее села проходит железнодорожная линия Белогорск — Благовещенск.
Станция Низи́на Забайкальской железной дороги находится в 3 км юго-западнее села.

## Население
| 2002 | 2009 | 2010 | 2012 | 2013 | 2014 | 2015 |
| ---- | ---- | ---- | ---- | ---- | ---- | ---- |
| 511  | ↘467 | →467 | ↘459 | ↗465 | ↗469 | ↗471 |
| 2016 | 2017 | 2018 | 2020 | 2021 | 2023 |      |
| →471 | ↗472 | →472 | ↘461 | ↘428 | ↘419 |      |

## Инфраструктура
- Сельскохозяйственные предприятия Амурской области.
- В окрестностях села Низинное находятся садоводческие общества белогорцев.